# Żarnów
Żarnów é um município no centro da Polônia. Pertence à voivodia de Łódź, no condado de Opoczno. É a sede da comuna urbano-rural de Żarnów e da paróquia católica romana de São Nicolau. Por Żarnów passa a estrada nacional n.º 74 e duas estradas voivodais: n.º 726 e n.º 746.
Estende-se por uma área de 9,6 km², com 1 074 habitantes, segundo o censo de 31 de dezembro de 2021, com uma densidade populacional de 111,9 hab./km².
Żarnów recebeu o foral de cidade em 1360, foi rebaixada por volta de 1577 e voltou a ter direitos de cidade em 1655–1662 e a partir de 1786. Foi novamente privada de seus direitos municipais em 13 de janeiro de 1870 e incorporada à comuna de Trojanowice, no condado de Opoczno, que foi transformado na comuna de Topolice. De 1870 a 1954, foi a sede da comuna rural de Topolice, de 1954 a 1972 da gromada de Żarnów e, a partir de 1973, da comuna de Żarnów. De 1975 a 1998, pertenceu administrativamente à voivodia de Piotrków. Żarnów está localizada na Terra de Sandomierz, que faz parte da Pequena Polônia. Em 1 de janeiro de 2024, recuperou a condição de cidade.

## História

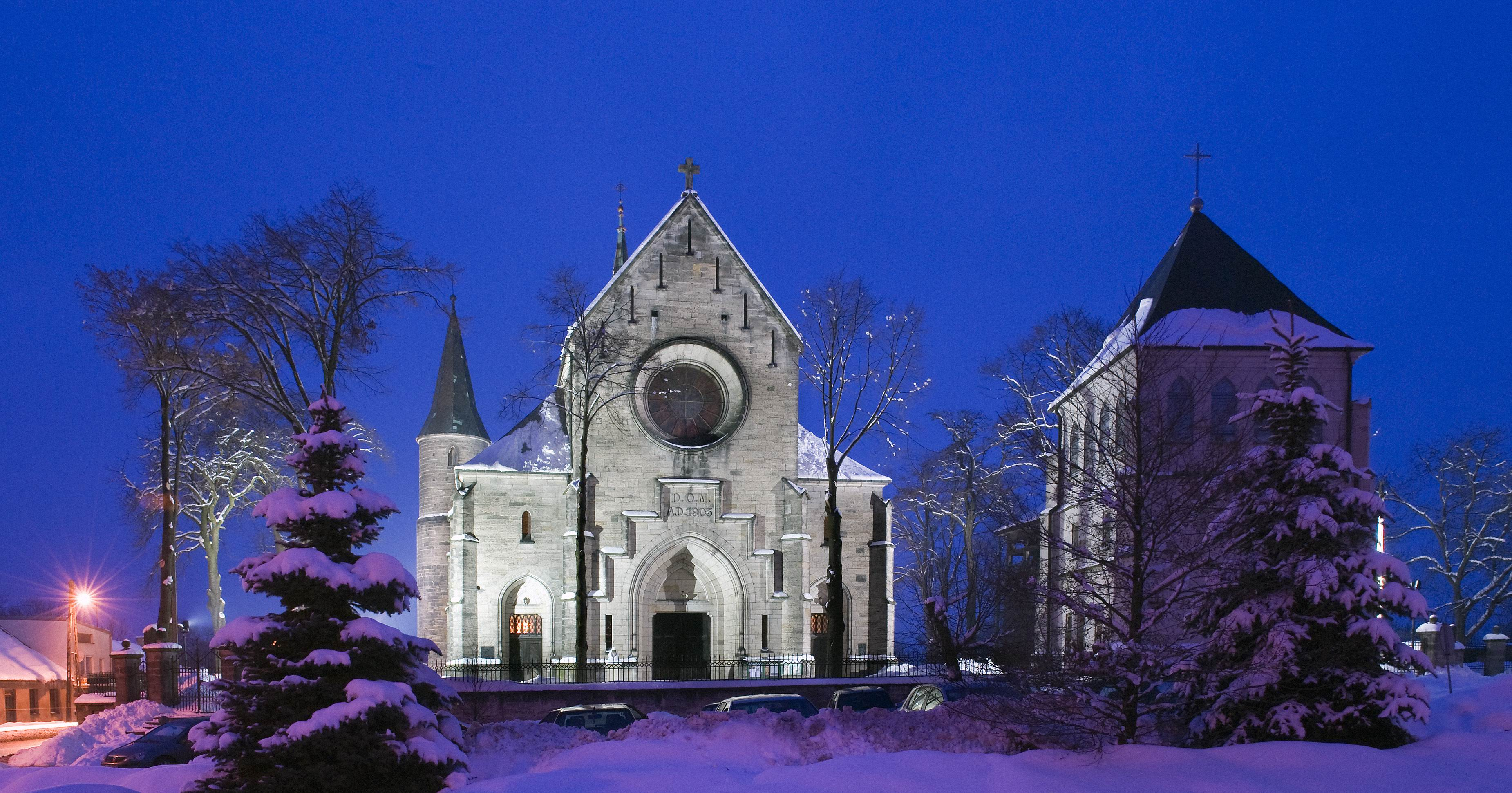
Igreja de São Nicolau

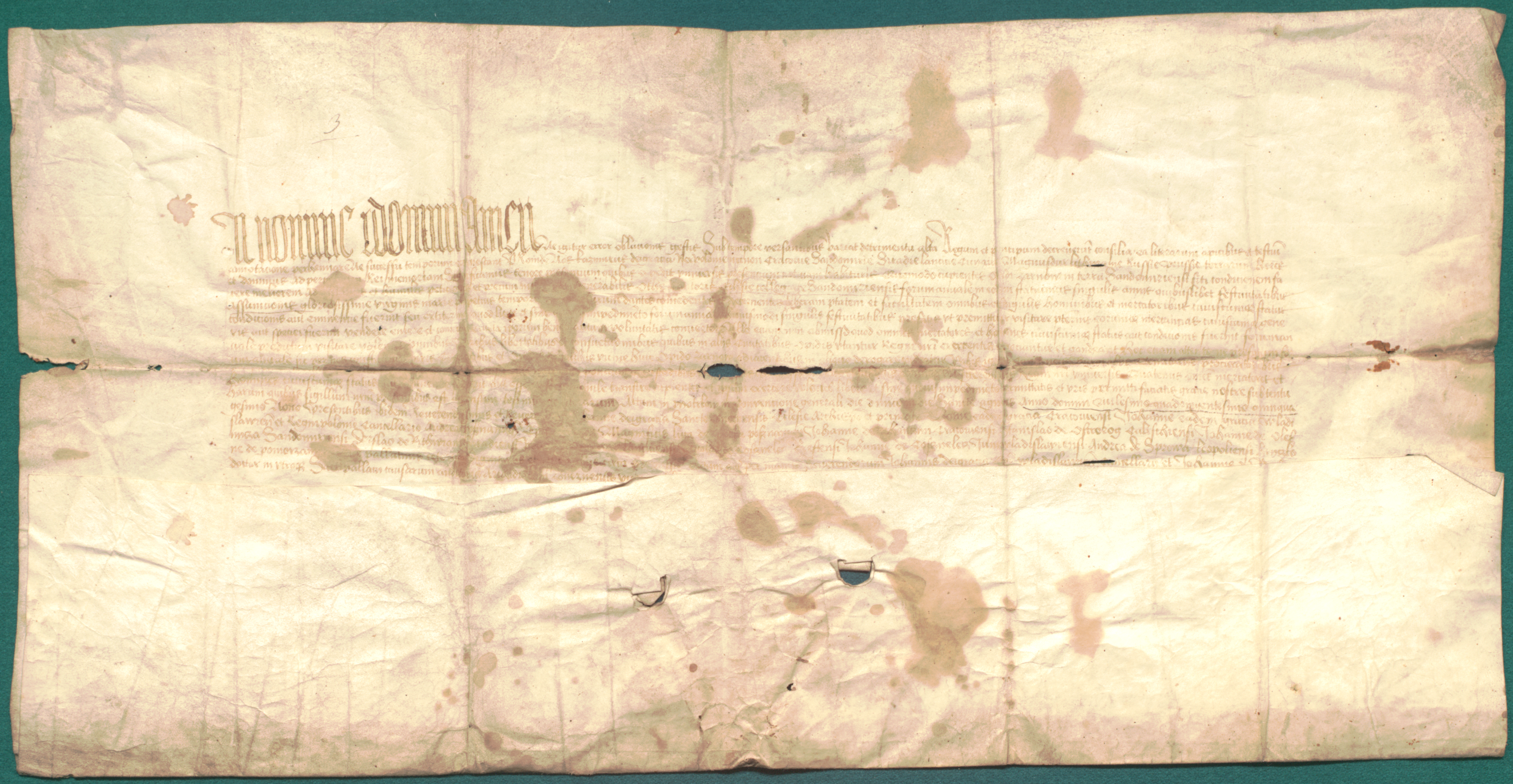
Casimiro Jagelão estabelece uma feira na cidade em 15 de agosto

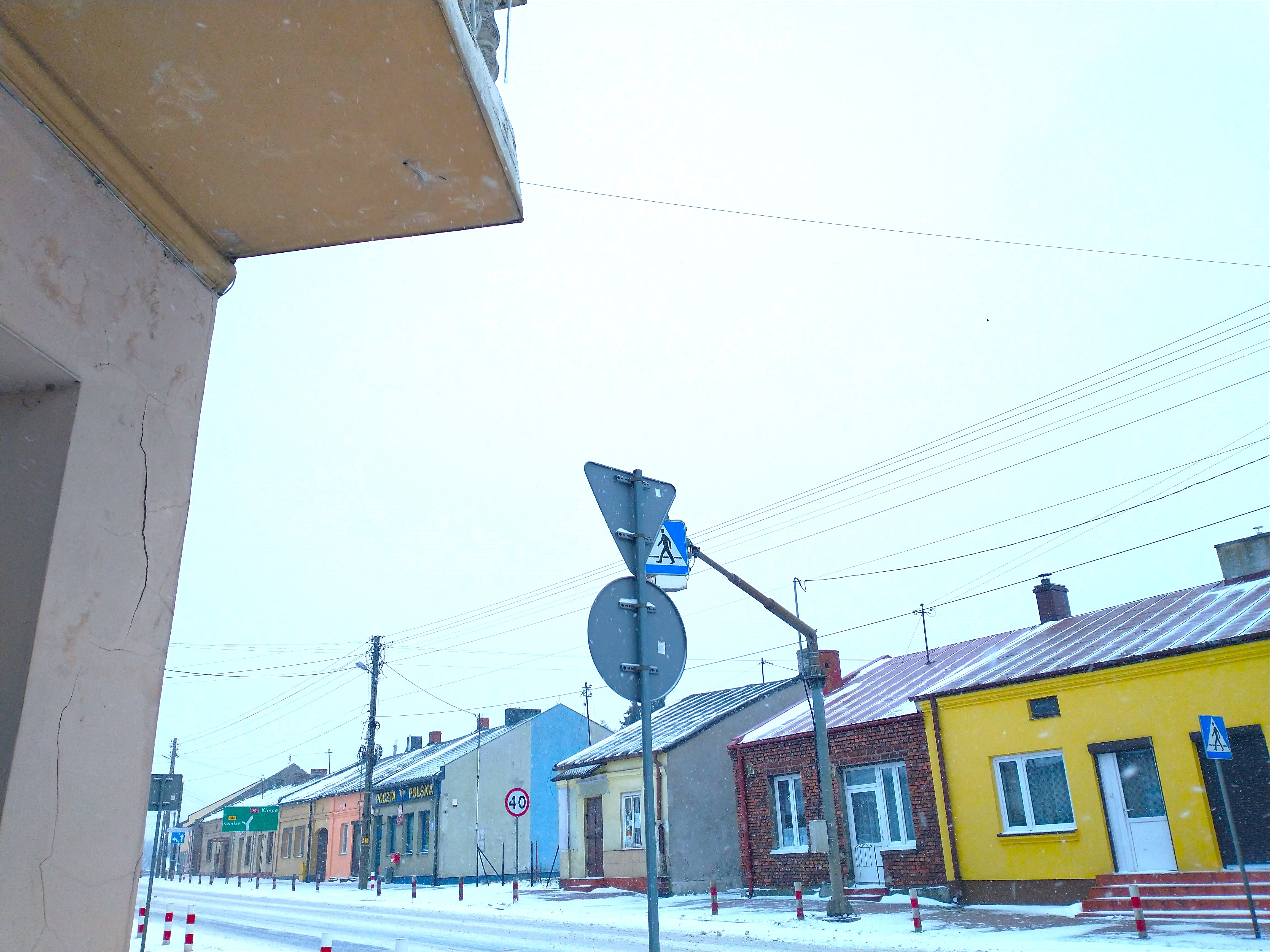
Moradias no centro da cidade

Uma vila fundada antes de 1065 (mencionada pela primeira vez na chamada Falsificação Mogileński), uma das mais antigas castelanias polonesas. Em 1136, uma bula do Papa Inocêncio II emitida para o arcebispado de Gniezno mencionou Sarnov — ou Żarnów — entre outros castros da Polônia Central. O castro era a sede da castelania de Żarn, uma das castelanias de Zapilice — um grupo de três centros de administração estatal em Żarnów, Skrzynno/Skrzyńsko e Małogoszcz. Durante o reinado de Conrado I de Masóvia, o Ducado de Łęczyca perdeu a castelania de Żarnów em 1239 ou 1243, com duas outras castelanias de Zapilice, que foram permanentemente transferidas para o Ducado de Sandomierz.
Há uma referência de 1191 que menciona uma igreja (capela) em Żarnów, entre as sete igrejas da dotação do colegiado de Sandomierz. O estabelecimento da igreja talvez deva ser associado à pessoa do duque Casimiro, o Justo. Assim, no século XII, Żarnów era um centro importante, a sede de um representante da administração ducal, com seu próprio castelo e igreja. Em 1224, Falibóg, castelão de Żarnów, é mencionado. Em 1243, um documento de Conrado da Mazóvia mencionou o palatinus de Żarnów. Nos anos de 1415 a 1876, a aldeia tinha direitos municipais. Apesar do declínio da importância de Żarnów no século XIV em favor de Opoczno, o título de castelão de Żarnowiec sobreviveu até o final da Primeira República. Durante o Dilúvio Sueco, ocorreu a Batalha de Żarnów.
Em 1869, perdeu seus direitos municipais, o que foi, entre outras coisas, uma punição pela participação dos habitantes na Revolta de Janeiro. A partir de 1876, Żarnów permaneceu sob o domínio de um chefe de aldeia. Durante a Primeira Guerra Mundial, uma frente de batalha passou a oeste de Żarnów. Durante a Segunda Guerra Mundial, o assentamento foi um forte centro do Exército Nacional e das Forças Armadas Nacionais.
Durante a ocupação nazista em janeiro de 1942, os alemães estabeleceram um gueto para os residentes judeus. Ele abrigava cerca de 2 500 judeus. Em outubro de 1942, eles foram deportados para o gueto de Opoczno e, de lá, para o campo de extermínio de Treblinka II, onde foram assassinados.
Após um período de estagnação dos investimentos na década de 1980, a década de 1990 trouxe um progresso significativo. O centro de Żarnów mudou consideravelmente. O assentamento está mais parecido com o dos anos anteriores.
Em 1998, os vilarejos vizinhos de Tresta-Wesoła e Dorobna Wieś (nome oblativo: Drobna Wieś) foram anexados a Żarnów.

## Monumentos históricos

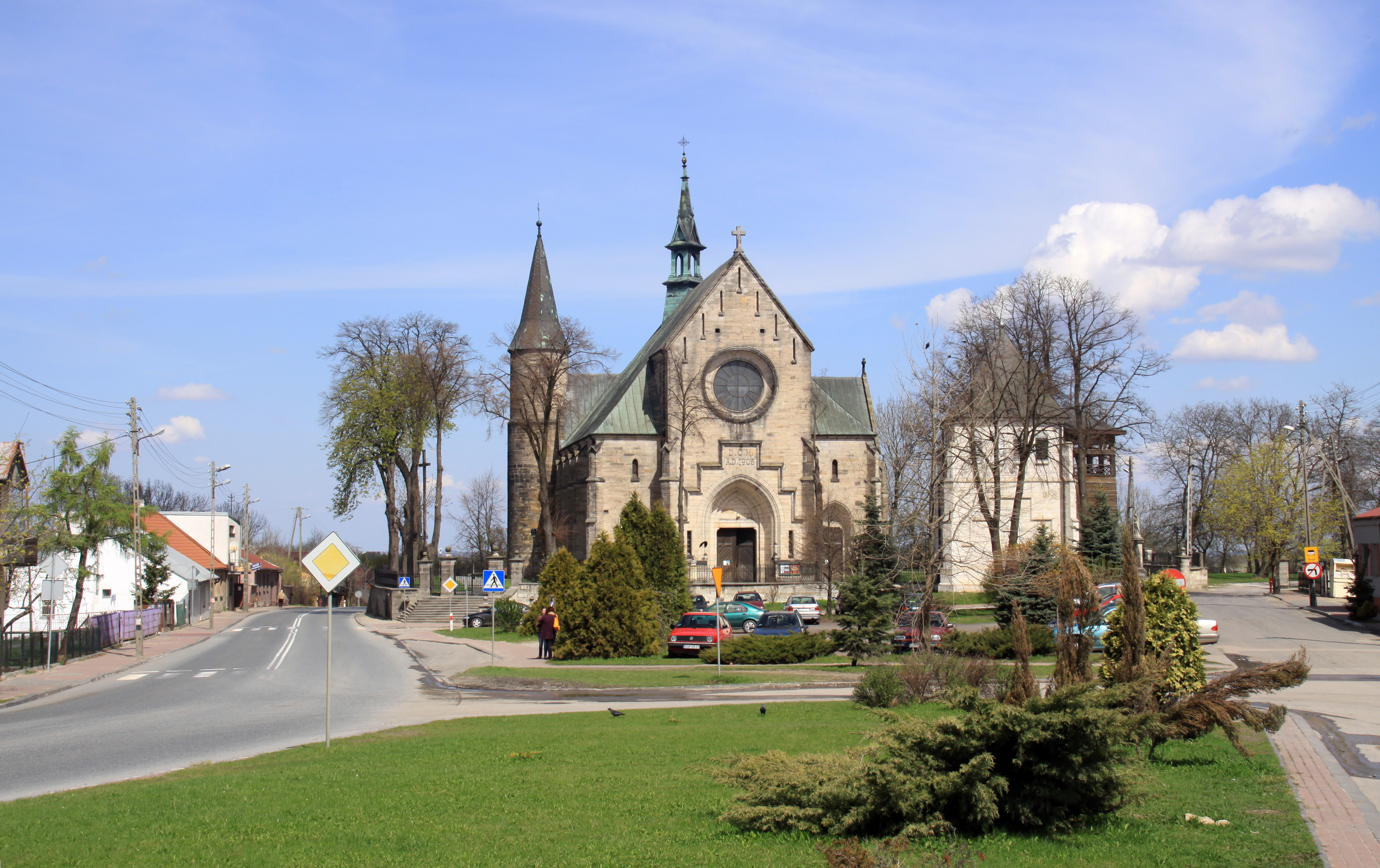
Praça Piłsudski

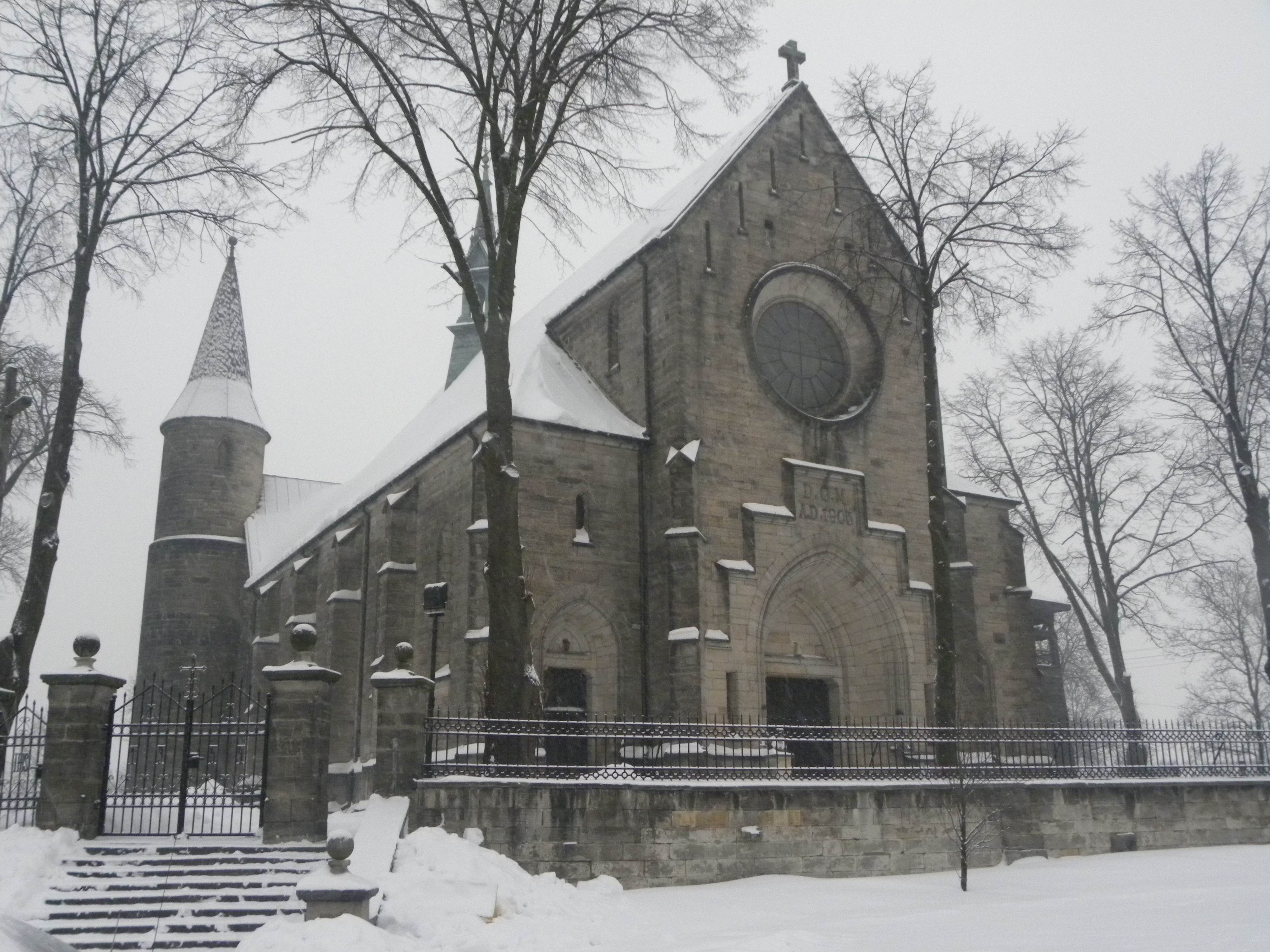
Igreja de São Nicolau

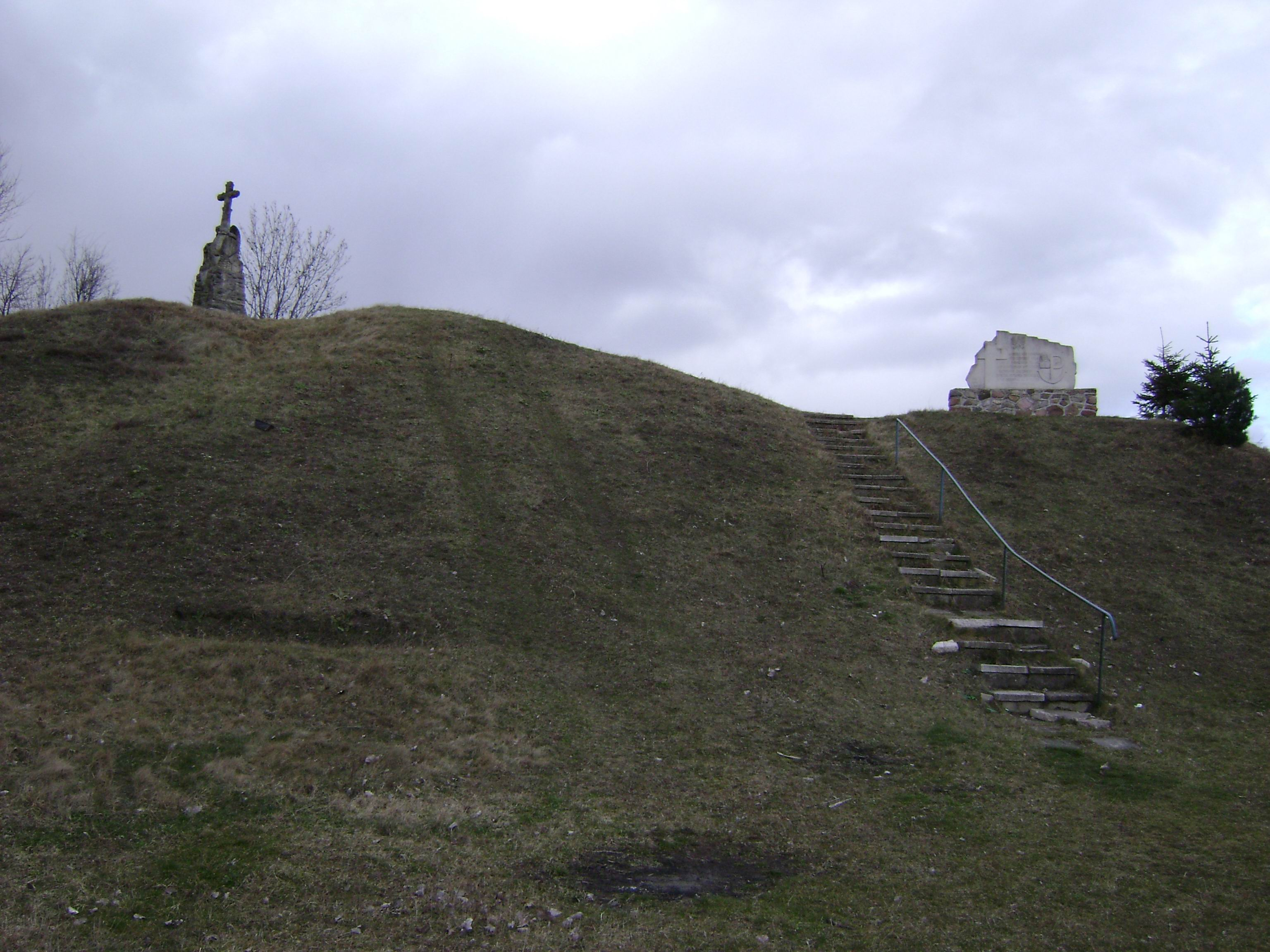
Colina Sueca

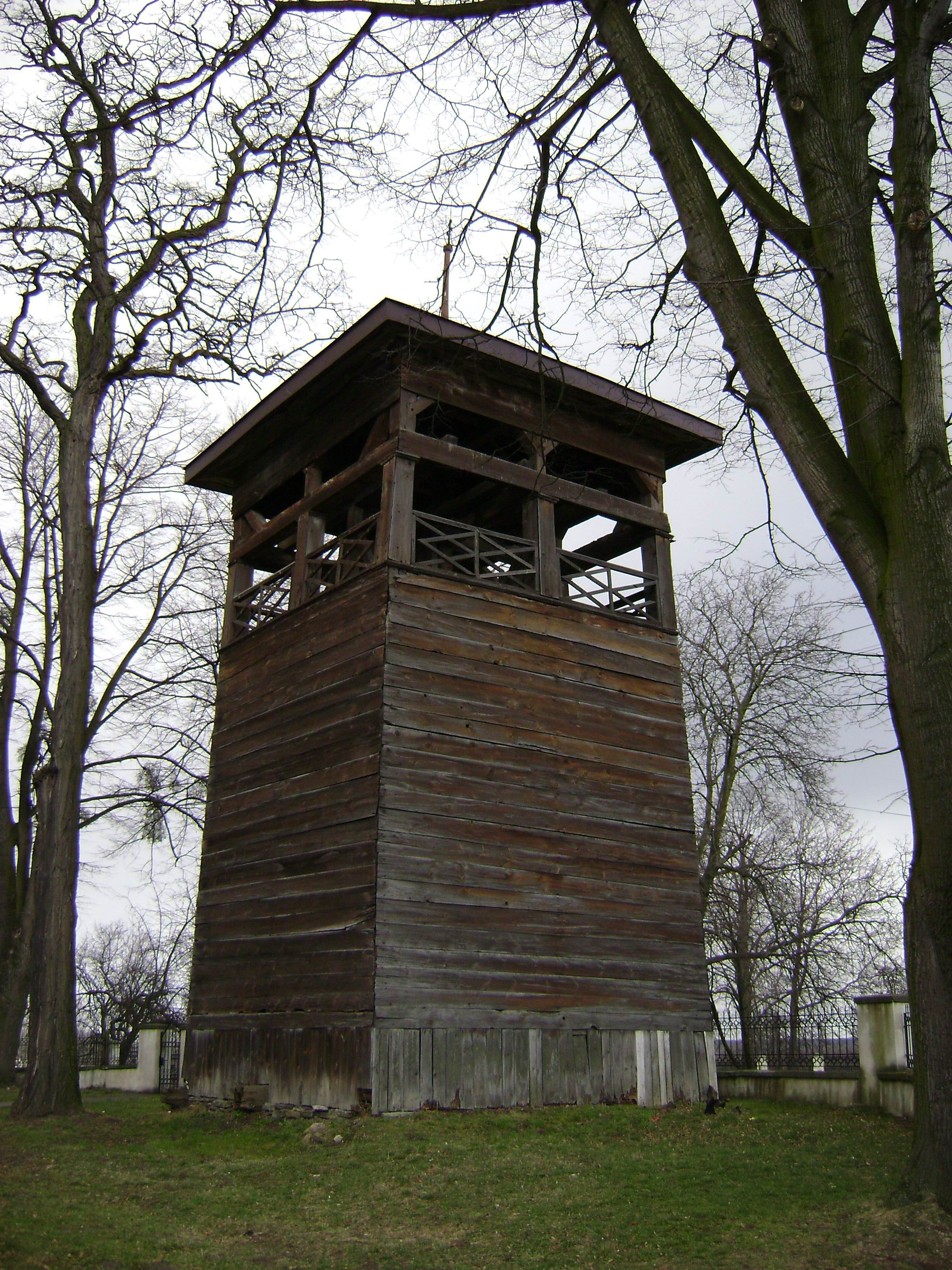
Torre do sino

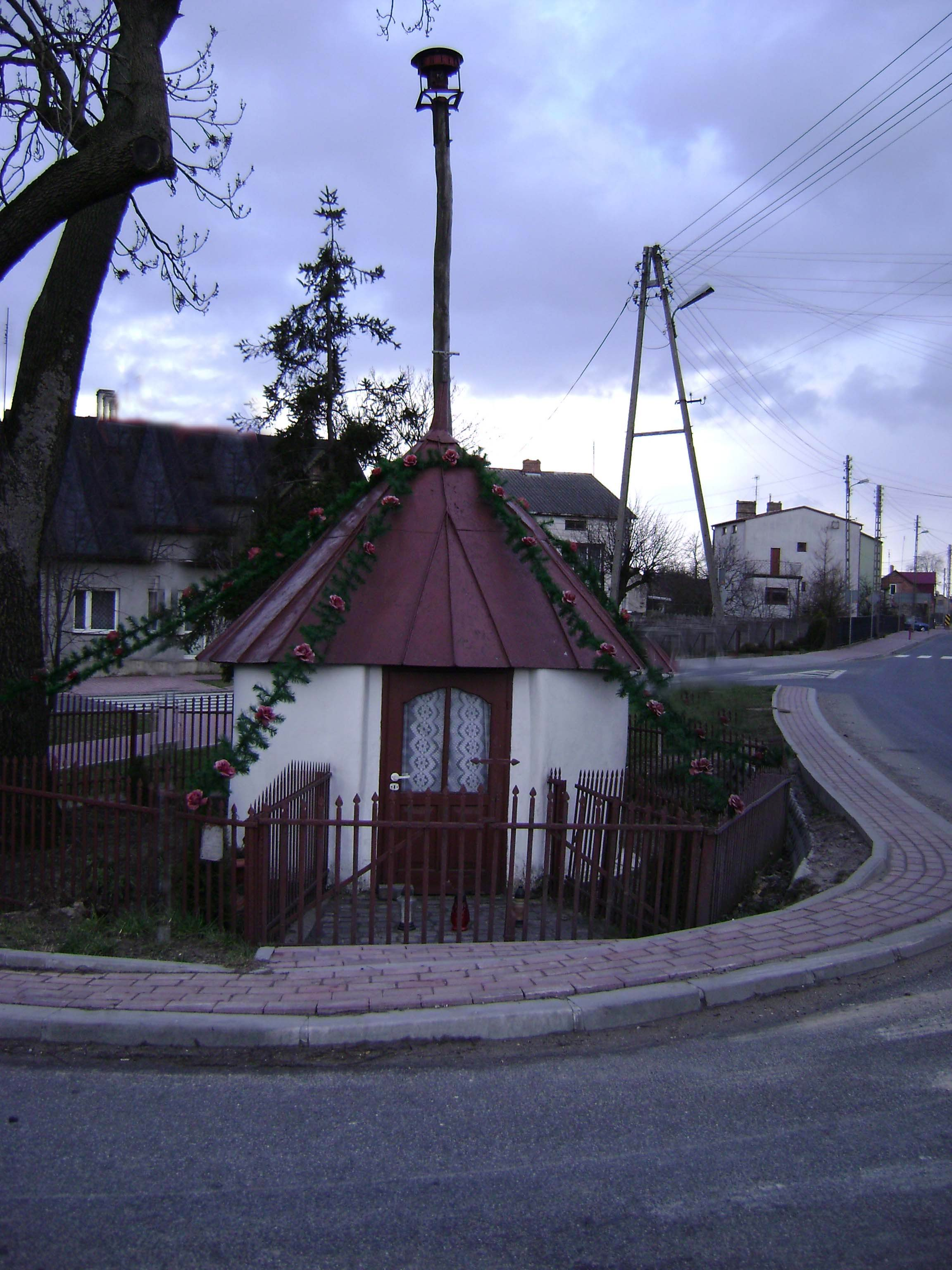
Capela

Segundo o registro de monumentos do Instituto do Patrimônio Histórico e Artístico Nacional, os edifícios listados são:
- Igreja paroquial de São Nicolau, uma igreja construída em pedra lavrada na primeira metade do século XII que, apesar de sucessivas alterações, manteve suas características arquitetônicas românicas originais na parte oeste. A torre que liga a frente da igreja também tem características românicas. Até mesmo os estudos mais gerais sobre a arte românica na Polônia apontam para Żarnów. De grande interesse para os profissionais são os dois componentes da parte românica, o matroneu e a torre redonda, considerada uma das mais bem preservadas do país. A igreja foi construída no antigo assentamento da fortaleza de um castelão, que na época dos piastas controlava uma importante rota rodoviária de Sandomierz para a Grande Polônia.

A primeira baía da nave é a nave da igreja românica. Restos da parede da antiga nave permanecem nos lados sul e norte. A abóbada data da época da expansão no século XX. Quando se buscavam lugares para os fiéis, foram feitas tentativas de ampliar o interior acrescentando capelas — isso ainda era bem-sucedido na época românica e acrescentado no lado norte. Em 1510, um presbitério gótico foi construído no lado leste, enquanto as capelas de Nossa Senhora do Rosário e Santa Ana foram construídas no lado sul.
Durante séculos, nenhuma alteração foi feita na seção oeste, a parte mais interessante da igreja e, com sua torre e galeria, é muito característica do período românico. A torre tem 18,5 metros de altura, com uma espessura de parede de 0,80 metros na parte superior e 1,30 metros na parte inferior. Ela é coberta por um telhado cônico de chapa de cobre. Em seu interior, uma escada de pedra sobe até a metade, em espiral, e fornece uma passagem para o matroneu. A torre tem duas janelas retangulares românicas e três janelas góticas pontiagudas, além de uma abertura fechada com um semicírculo acima do pico do telhado, provavelmente uma lembrança da antiga latrina. O matroneu está quase totalmente preservado. Uma escada de pedra acessa o matroneu por baixo, pela abertura em arco pontiagudo, e a torre pelo matroneu. Uma porta emparedada na parede norte era uma passagem para a galeria que levava à sala do castelo. Outras fontes indicam que se trata de uma penetração moderna, que leva ao sótão do antigo anexo. A balaustrada original não existe hoje, mas duas pilastras de parede sobreviveram, atestando a intenção de separar o matroneu da nave por meio de uma galeria com arcadas. No entanto, isso não foi feito. A parte gótica da igreja é o braço oriental da igreja, e mencionado pela primeira vez em 1510, quando a igreja românica foi ampliada com a adição de um presbitério gótico no lado oriental. Ela foi construída em uma planta retangular, disposta em stiles. O rico teto de três compartimentos abobadado e com nervuras estreladas. As nervuras são conectadas a suportes cônicos que terminam em um jarro ou vaso. Duas janelas de arco pontiagudo embutidas, equipadas com vitrais modernos. A parede norte é animada por uma porta da antiga sacristia, atualmente a capela de Nossa Senhora de Czestochowa. A empena da parede leste exibe escudos com os brasões de Habdank, Poraj e Lis, enquanto a parede sul exibe um escudo com o brasão da Serpente. Todos estão com os emblemas do bispo. O brasão da Serpente refere-se a Stanislaw Przyłucki, pároco de Żarno, e o de Poraj a Andrzej Rosa Boryszowski, herdeiro de Dłużniewice.
O Habdanek foi selado por Jan Konarski, bispo de Cracóvia, que tem parentesco com a região de Żarnow. A parte neogótica foi projetada pelo arquiteto Stefan Szyller. É um formato de basílica, um conjunto de três naves, onde a nave principal, do meio, é muito mais alta e maciça do que as outras laterais. Ela tem iluminação adicional por meio de janelas dos corredores laterais. O padre Jan Wencel projetou uma nave central sem janelas. Ele foi guiado pela obtenção da penumbra medieval da nave e pelo fato de que as janelas poderiam enfraquecer a resistência das paredes contra a pressão da abóbada. Tudo foi coberto por um telhado de duas águas. Os edifícios da cidade se erguem dos lados sul e oeste da igreja. A parte leste tem vista para os prados e bosques próximos. Um castelo de formato irregular pode ser visto no lado norte a partir do rio Wąglanka.
- Colina Sueca. No centro de Żarnów, há um assentamento fortificado medieval que funcionou do final do século X até meados do século XIII.[19] No início, ele era separado da colina da igreja por um recinto com uma construção maciça. Ali ficava o castelo do castelão de Żarnów. Os arqueólogos afirmam que se tratava de uma estrutura defensiva de madeira e terra. Um fosso profundo foi cavado ao redor do castelo. O trabalho de escavação não foi realizado no local até a década de 1970, como parte da Expedição de Escavação da Academia Polonesa de Ciências em Radom, sob a direção de Ewa Kierzkowska — Kalinowska.[20] Atualmente, esse assentamento é chamado de Colina Sueca. O nome está relacionado à Batalha de Żarnów, que ocorreu em 16 de setembro de 1655 entre os exércitos do rei João II Casimiro Vasa e o exército sueco. No topo da Colina Sueca, um monumento de arenito (com o emblema polonês, uma cruz e um anjo da paz) foi erguido em 3 de maio de 1923 para homenagear os combatentes que lutaram pela liberdade de sua pátria em 1831, 1848, 1863, 1918, 1920 (a data foi perdida durante a profanação do monumento) e 1929. Todos os anos, em 3 de maio e 11 de novembro, os habitantes de Żarnów prestam homenagem àqueles que morreram pela liberdade de sua pátria. Hoje é impossível dizer qual parte da atual colina é uma elevação natural, qual é uma parte destruída de uma fortaleza medieval e qual é um aterro do século XX preparado para abrigar monumentos.[21]
- Centro histórico. A origem de Żarnów foi um castelo medieval localizado em um aterro muito alto com uma base circular de 50 m de diâmetro. Um fosso profundo corria ao redor do castelo, alimentado pelas águas do rio Scepa (outro nome para o rio era Żarnów, no século XVI o nome foi registrado como Sczepe[22]). Provavelmente a sede dos príncipes tribais estava localizada aqui, de onde se originou o magnata Odrowąż Prandota Stary (dinastia castelã) e seus descendentes: Iwo e Jan, bispos de Cracóvia, que viveram no século XII. Na Idade Média, Żarnów estava localizada em uma das principais rotas da Grande Polônia para a Rutênia. Era por essa rota que os comerciantes viajavam para o leste. O assentamento era de grande importância comercial, como evidenciado por um brasão adornado com uma tigela de prata e cinco espigas douradas. Há muitas lendas sobre o nome desse castelo do início da Idade Média, mas duas explicações são consideradas as prováveis. A primeira deriva o nome Żarnów de um centro de pedreiros que existia desde tempos imemoriais (Sygut 1996). Um centro forte funcionava aqui e as pedras eram feitas de arenito local. O segundo reconhece o nome do local como um nome cultural que denota um żarne (floresta recozida), ou seja, uma área queimada na floresta primitiva para cultivo e assentamento intensivo.
- Torre do sino de madeira da primeira metade do século XIX. O campanário de madeira que data de meados do século XIX em Żarnów era famoso pelo som cristalino de seus sinos, os mais antigos dos quais datavam de 1533 e 1731. Eles foram saqueados pelos nazistas. O prédio fica na praça da igreja. Hoje serve apenas como um monumento.
- Santuário da cólera. Uma capela foi erguida na praça do 900.º aniversário em 1864 graças a um morador de Żarnow, Mikołaj Millak. Ela foi construída em agradecimento por salvar os habitantes durante a grande epidemia de cólera. Santa Rosália foi escolhida como a santa padroeira. Em 7 de maio de 2009, a capela foi desmontada durante a reconstrução do cruzamento na Praça 900-lecia.[23] Sua construção não permitia, de forma alguma, que fosse transferida para outro local; qualquer tentativa de movê-la ameaçava desintegrar as paredes. Foi tomada a decisão de construir um novo cruzamento. Em um curto período, a nova capela foi reproduzida fielmente a uma certa distância da estrada. Toda a área foi iluminada.

## Esporte
A cidade tem um clube de futebol, o K.S Kasztelan Żarnów, fundado em 2001. N atemporada 3023/2024 participa da classe distrital de Kipsta, grupo: Piotrków Trybunalski.